# Alcanar
Alcanar est une commune de la comarque du Montsià dans la province de Tarragone en Catalogne (Espagne). Elle est membre de la mancomunidad de la Taula del Sénia.

## Géographie
Dès de la création du royaume de Valence, Alcanar a toujours été la commune la plus méridionale du principauté de Catalogne. Elle est située sur la rive gauche de la rivière de la Sénia dans sa partie finale. Malgré cela, cette frontière n'a jamais existé dans la vie quotidienne, Vinaròs étant le siège de l'archiprêtré, le centre de la vie sociale, économique et commerciale.
Alcanar confronte au nord Sant Carles de la Ràpita, le Barranc de la Granja, à l'intérieur Ulldecona, au sud Vinaròs et à l'est, la baie des Alfacs et la mer Méditerranée. À cause des pratiques antiques et des lois qui concernent la pâture, elle a également un point de contact, à l'extrême nord-ouest, nommé La Foradada, avec Freginals.
| Ulldecona                   | Freginals Sant Carles de la Ràpita | Sant Carles de la Ràpita                  |
| Vinaròs (Comm. valencienne) | Alcanar                            | mer Méditerranée Sant Carles de la Ràpita |
| Vinaròs (Comm. valencienne) | mer Méditerranée                   | mer Méditerranée                          |

## Histoire

### LesIbères
On a trouvés deux importants gisements archéologiques dans la commune : celui de La Moleta del Remei, qui a été largement étudié (les fouilles ont commencé dans le premier quart du XXe siècle) qui a été occupé de manière permanente depuis le VIIe siècle av. J.-C. jusqu'au IIe siècle av. J.-C. (Ce gisement fait partie de la Route des Ibères). L'autre gisement est celui de Sant Jaume-Mas d'en Serrà, avec des fouilles commencées en 1997. Il est considéré comme un point important du commerce du pays des Ilercavons avec les phéniciens à la fin du VIIIe siècle av. J.-C.

### LesRomains
On leur attribue le rôle de fondateurs du noyau ancien et ce sont eux qui ont baptisé le village. On a peu très peu d'informations sur cette époque, dont quelques rares trouvailles de monnaies de bronze de l'époque de Claude.
Lors de l'ouverture du sol pour des conduites de gaz naturel, on a trouvé les restes d'une villa romaine près du pont de les Calafes, mais tous les restes ont été recouverts sans essayer de les récupérer.

### Les musulmans
Alcanar a été habité par une population musulmane qui a consolidé le village, en y établissant un système économique basé sur la culture de l'olivier. Cette population a laissé une empreinte évidente dans le lexique ("garrama", "marraixa", "aixumara", "jagaloies"), l'économie (moulin à huile), l'architecture (rues tortueuses), deux nécropoles retrouvées et deux fermes.

### Les Catalans
Les dernières semaines de 1237, quand Vinaròs, Cervera et d'autres villages méridionaux avaient déjà capitulé devant l'Ordre de Saint Jean de l'Hôpital, Alcanar était un petit village qui restait encore à conquérir et Hugues de Forcalquier, commandeur d'Amposta, s'est présenté avec ses hommes pour le repeupler. Le 28 février 1238, ils ont amené quelques dizaines de nouveaux habitants et il leur a octroyé une Carta Puebla, intégrant le village au bailliage d'Ulldecona. Mais le fait d'être à la frontière avec le monde islamique, ne va pas permettre à la population d'exploiter les terres, de sorte que le 11 mai 1252 Bernat de Salanova va accorder une nouvelle Carta Puebla, avec des conditions différentes, comme l'obligation d'avoir la maison couverte avant noël, sous peine d'une amende de 50 sous dans le cas contraire. Cette nouvelle carta va porter ses fruits, puisque les nouveaux habitants venus du Solsonès, Berguedà, Osona, du Roussillon, de la Cerdagne, de l'Alt Urgell, de Pallars et de la Ribagorce vont jurer fidélité à l'Ordre de Saint-Jean de Jérusalem.

### Les premiers siècles
Le village, d'environ 150 habitants, se développe économiquement mais la proximité avec la mer va forcer les autorités à élever des tours de protection et de surveillance de la côte. L'insécurité, ainsi que les mauvaises récoltes, les pestes et les famines ont limité la croissance du village. Une dernière attaque le 30 juillet 1504 a amené la construction d'une muraille avec un fossé autour du village. Quelques années auparavant, en 1449, le commandeur d'Amposte avait accordé un bailliage propre à Alcanar, la séparant ainsi d'Ulldecona.

### XVIIesiècle- la Guerre de Succession
Pendant la Guerre des faucheurs (1640-1659), elle est restée fidèle au roi de Castille, ce qui a entraîné l'occupation de la cité par les troupes catalanes.
En 1709, les autorités du moment ont mis à profit la Guerre de Succession pour négocier certains privilèges, en échange du soutien au camp de Philippe V. Après cela, le village a obtenu le titre de "Fidelísima villa de Alcanar" et sur ses armes, sont apparus le lion, les châteaux (de Castille et de Léon) et la fleur des Bourbons, à côté des roseaux et de la croix de l'ordre. Les quatre barres ont toujours été absentes.
En 1740, avec la fin du péril des invasions par mer, est fondé le hameau de pêcheurs de Les Cases d'Alcanar.

### XIXesiècle- LesGuerres carlistes
Elle fut encore occupée pendant la Guerre d'indépendance espagnole.
Alcanar était entouré par d'importants bastions opposés: Ulldecona (carliste) et Vinaròs (partisan d'Isabelle) et était un village dont voulaient s'emparer les deux camps. Le 17 octobre 1835, Cabrera a assiégé, attaqué et conquis le village et y a provoqué des incendies et des saccages.

### XXesiècle
En 1978, l'explosion d'un camion citerne au camping de Los Alfaques a causé la mort de 215 personnes et a fait plus de 300 blessés.

## Démographie
Distribution de la population suivant les différentes localités de la commune (données de 2013) :
| Localité                 | Nombre d'habitants |
| ------------------------ | ------------------ |
| Alcanar                  | 7 688              |
| Alcanar-Platja           | 1 136              |
| Les Cases d'Alcanar (ca) | 1 483              |
| La Selleta (ca)          | 82                 |

| 1857  | 1877  | 1900  | 1910  | 1920  | 1930  | 1940  | 1950  |
| ----- | ----- | ----- | ----- | ----- | ----- | ----- | ----- |
| 3 451 | 4 133 | 4 998 | 5 446 | 5 609 | 6 131 | 6 087 | 5 749 |

| 1960  | 1970  | 1981  | 1990  | 1992  | 1994  | 1996  | 1998  |
| ----- | ----- | ----- | ----- | ----- | ----- | ----- | ----- |
| 6 944 | 7 070 | 7 973 | 8 044 | 7 924 | 8 033 | 7 727 | 7 711 |

| 1999  | 2000  | 2001  | 2002  | 2003  | 2004  | 2005  | 2006  |
| ----- | ----- | ----- | ----- | ----- | ----- | ----- | ----- |
| 7 801 | 7 878 | 8 175 | 8 390 | 8 738 | 8 868 | 9 311 | 9 620 |

| 2007  | 2008   | 2009   | 2010   | 2011   | 2012   | 2013   | 2014  |
| ----- | ------ | ------ | ------ | ------ | ------ | ------ | ----- |
| 9 969 | 10 510 | 10 570 | 10 545 | 10 601 | 10 658 | 10 389 | 9 637 |

| 2015  | 2016  | - | - | - | - | - | - |
| ----- | ----- | - | - | - | - | - | - |
| 9 603 | 9 494 | - | - | - | - | - | - |

## Économie

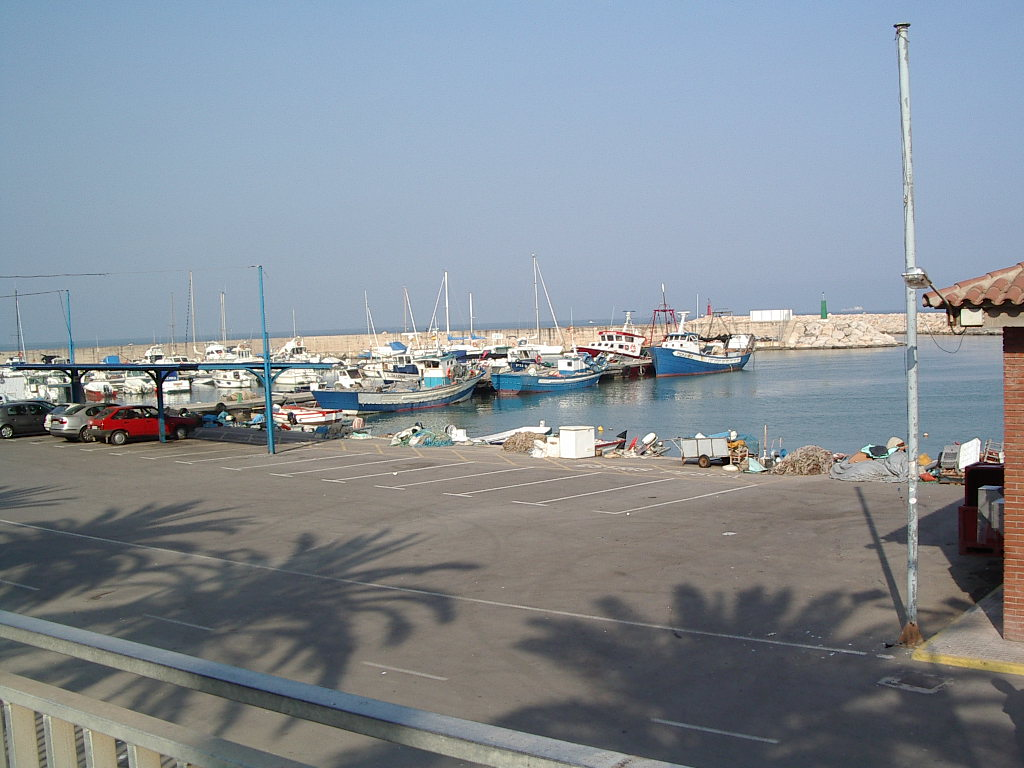
Port de Las Casas de Alcanar.

Le tourisme et les résidences secondaires sont des facteurs importants pour l'économie d'Alcanar. Dans la zone de Alcanar Playa, on a construit de nombreuses urbanisations qui ont fait augmenter le nombre des habitants durant les mois d'été. Une des résidences les plus anciennes est celle connue sous le nom de Clos de Codorniu dans laquelle y passait l'été le roi Alphonse XIII. La commune dispose en plus de divers hôtels et campings et autres installations destinées à accueillir le tourisme.
L'activité agricole continue à se développer dans la zone nord de la commune, la plus éloignée de la côte, en particulier la culture des oranges et des clémentines. La pêche reste importante à Las Casas de Alcanar, surtout dédiée à la capture des crevettes.
Bien qu'il n'y ait pas une zone industrielle bien définie, elle possède une usine de ciment très importante, et qui emploie beaucoup de monde du village. Récemment la population s'est opposée à la construction d'une usine de gaz qui aurait permis un développement industriel important de la commune.

## Sites et monuments
- Lieu habité ibère des Sants Jaumes-Mas d'Enserrà : lieu habité ibère en phase de réhabilitation.
- Moleta del Remei : lieu habité ibère, préparé pour les visites et en particulier des visites guidées.
- Église san Miguel Arcángel (Saint-Michel Archange). Elle est de style renaissance avec une nef unique et des chapelles latérales. À l'origine, elle possédait quatre travées et une abside semi-circulaire qui a disparu à la suite de modifications réalisées au XIXe siècle. Elle a alors été agrandie avec un transept, tambour et un chœur. Les mesures actuelles sont de 19 mètres de large et 16 mètres de haut.
- Torre del carrer Nou (Tour de la rue Neuve): dite aussi Torre del Moro, est ce qui reste de la défense de la cité.
- Casa O'Connor : un des derniers exemples qui restent du baroque valencien, propriété de la mairie, où aujourd'hui se font des expositions.
- Casa del Marquès (Maison du Marquis) : située sur la place et propriété de la Caixa Catalunya.
- Pont dels estretets : par où durant des siècles, on a traversé la rivière de la Sénia, unique témoin d'architecture de l'époque romaine.
- El Rocall : quartier très caractéristique de l'habitat ancien, produit de la première extension extramuros du village.
- Église de Sant Miquel : renaissance/néoclassique.
- Église del Calvari: Église-chapelle située au Calvari d'Alcanar. De construction populaire. On n'y célèbre pas d'offices.
- Église de Sant Pere : à Les Cases, située à côté du port.
- Port sportif et de pêche : à Les Cases.

## Jumelage
- Badalone (Espagne)
- Montgat (Espagne)
- Bordères-sur-l'Échez (France)